# Odontopsammodius cameneni
Odontopsammodius cameneni är en skalbaggsart som beskrevs av Fortuné Chalumeau 1976. Odontopsammodius cameneni ingår i släktet Odontopsammodius och familjen Aphodiidae. Inga underarter finns listade i Catalogue of Life.